# Chatan
Chatan (japanska: 北谷町?, Chatan-chō), är en landskommun (köping) i Okinawa prefektur, Japan. 
Den ligger på huvudön Okinawa cirka 14 kilometer nordöst om residensstaden Naha.